# هانس مورتنسن
هانس مورتنسن (2 سبتمبر 1943 في جزر فارو - ) هو رائد أعمال وشخصية أعمال ولاعب كرة يد جزر فارو.